# Saint-Symphorien, Ille-et-Vilaine
Saint-Symphorien är en kommun i departementet Ille-et-Vilaine i regionen Bretagne i nordvästra Frankrike. Kommunen ligger i kantonen Hédé som tillhör arrondissementet Rennes. År 2022 hade Saint-Symphorien 613 invånare.

## Befolkningsutveckling
Antalet invånare i kommunen Saint-Symphorien
Referens:INSEE